# Joe Fagan
Joseph Francis Fagan (12. března 1921 Liverpool – 30. června 2001 Liverpool) byl anglický fotbalista a fotbalový trenér.
Hrál na postu pravého záložníka, především za Manchester City FC.
Jako trenér byl dlouho trenérem B týmu a asistentem trenéra A týmu Liverpool FC, než byl 2 roky hlavním trenérem v tomto klubu, během kterých vyhrál Pohár mistrů.

## Hráčská kariéra
Fagan hrál na postu pravého záložníka za Manchester City FC.

## Trenérská kariéra
V letech 1958–1971 byl Fagan u B týmu Liverpoolu, v letech 1971–1983 byl u A týmu jako asistent. V roce 1983 skončil Paisley a hlavním trenérem byl jmenován Fagan.
V roce 1984 Liverpool vyhrál Pohár mistrů (v Římě na penalty po remíze 1:1 s AS Řím), ligu i ligový pohár. V roce 1985 ale Liverpool po mnoha letech nezískal žádnou trofej. V nechvalně známém finále Poháru mistrů v Bruselu prohráli s Juventusem 0:1. To byl jeho poslední zápas.

## Úspěchy

### Trenér
Liverpool
- Pohár mistrů (1): 1983–84
- Football League First Division (1): 1983–84
- Ligový pohár (1): 1983–84